# Loubillé

Loubillé este o comună în departamentul Deux-Sèvres, Franța. În 2009 avea o populație de 374 de locuitori.